# Omar Browne
Omar Ezequiel Browne Zúñiga (Ciudad de Panamá, Panamá, 3 de mayo de 1994) es un futbolista panameño. Juega como delantero y su equipo actual es el Estudiantes de Mérida de la Liga Primera División de Venezuela.

## Selección nacional
Hizo su debut con la selección de fútbol de Panamá el 17 de abril de 2018. 
Su primera participación en un torneo oficial fue en la Copa Oro de la Concacaf 2019 bajo la dirección de Julio Dely Valdés. 
Posteriormente fue llamado por el Argentino Américo Rubén Gallego para los partidos de Liga de Naciones contra Bermudas en septiembre de 2019.

### Participaciones en selección nacional
| Copa                     | Categoría | Sede           | Resultado        | Partidos | Goles |
| ------------------------ | --------- | -------------- | ---------------- | -------- | ----- |
| Campeonato Sub-20 2011   | Sub-17    | Jamaica        | Tercer lugar     | 7        | 2     |
| Copa Mundial Sub-20 2011 | Sub-17    | México         | Octavos de final | 2        | 0     |
| Copa de Oro 2019         | Mayor     | Estados Unidos | Cuartos de final | 3        | 0     |

## Clubes
| Club                            | País       | Año           | Partidos | Goles |
| ------------------------------- | ---------- | ------------- | -------- | ----- |
| C. D. Plaza Amador              | Panamá     | 2013          | 8        | 0     |
| Sporting San Miguelito          | Panamá     | 2013-2014     | 15       | 3     |
| Chorrillo F. C.                 | Panamá     | 2014-2015     | 7        | 0     |
| C. D. Plaza Amador              | Panamá     | 2015          | 10       | 1     |
| C. A. Independiente La Chorrera | Panamá     | 2016-2019     | 53       | 17    |
| Montreal Impact (cedido)        | Canadá     | 2019          | 7        | 2     |
| C. A. Independiente La Chorrera | Panamá     | 2019-2020     | 4        | 0     |
| A. D. San Carlos (cedido)       | Costa Rica | 2020          | 13       | 2     |
| Hapoel Tel-Aviv F. C. (cedido)  | Israel     | 2020          | 1        | 0     |
| Forge FC (cedido)               | Canadá     | 2021-2022     | 15       | 3     |
| Tauro FC (cedido)               | Panamá     | 2023-2024     | 12       | 4     |
| Estudiantes de Mérida F. C.     | Venezuela  | 2025-Presente | 0        | 0     |

## Palmarés

### Títulos nacionales
| Título           | Club             | País   | Año     |
| ---------------- | ---------------- | ------ | ------- |
| Liga de Ascenso  | CA Independiente | Panamá | 2017-C  |
| Gran Final LNA   | CA Independiente | Panamá | 2016-17 |
| Primera División | CA Independiente | Panamá | 2018-C  |
| Primera División | CA Independiente | Panamá | 2020-C  |
| Copa Voyageurs   | Montreal Impact  | Canadá | 2019    |
| Primera División | Tauro FC         | Panamá | 2024-A  |